# Chaoyangodens
Chaoyangodens — викопний рід евтриконодонтових ссавців з ранньої крейди Китаю. Він включає один вид, Chaoyangodens lii, відомий з єдиного повного скелета, вилученого з шару Dawangzhangzi формації Їсянь, частини біоти Джехол. Chaoyangodens був мезозойським ссавцем середнього розміру (приблизно 10,9 см від кінчика морди до стегна). Родова назва стосується префектури Чаоян, тоді як видова назва вшановує колекціонера скам'янілостей Хай-Джун Лі. Chaoyangodens є проміжним за віком між Liaoconodon (з молодшої формації Цзюфотан) і різноманітною фауною евтриконодонтів із більш старих шарів формації Їсянь. Як і Liaoconodon, його непросто прирівняти до інших евтриконодонтів, оскільки він має відмінні зубні риси щодо визнаних підгруп евтриконодонтів.